# Oostelijk Zwembad
Het Oostelijk Zwembad is een overdekt zwembad in de Nederlandse stad Rotterdam. Het werd opgericht in 1932 en is sinds 1996 een rijksmonument. Het bad is gelegen aan de Gerdesiaweg in Kralingen-Crooswijk.

## Bijzonderheden
Het zwembad beschikt over een L-vormige zwemhal. De lange zijde bestaat uit een diep 25 × 12 meter bad. De korte zijde is een aansluitend ondiep bad van 15 × 10,5 meter. Op de begane grond en de eerste verdieping is een omgaande galerij. De galerij op de eerste verdieping kijkt uit over het zwembad, en biedt plaats aan de kleedhokjes. De trap die van de eerste verdieping het zwembad inleidt heeft een monumentale status.

## Geschiedenis
Het bad werd in 1932 opgericht op initiatief van enkele Rotterdamse notabelen, naar ontwerp van de architect Foeke Kuipers. Het oorspronkelijke interieur in art-deco-stijl is grotendeels behouden.
Tijdens de Tweede Wereldoorlog werd het gebouw door het Bombardement op Rotterdam getroffen. In 1952 werd een nieuwe ingangsvleugel met kantoor toegevoegd naar ontwerp van Michiel Lockhorst.  In 1962 werd het aangrenzende Beatrixbad toegevoegd aan het complex. De galerij aan de begane grond was ingericht als koffiegalerij met aangrenzend een dames- en herenkapsalon.
Op 23 november 1937 werden er tevens drie squashbanen bij het Oostelijk Zwembad geopend.

## Beatrixbad
Het Beatrixbad is (sinds 1962) deel van het Oostelijk Zwembadcomplex. Het is een extra verwarmd bad dat naast als regulier zwembad ook gebruikt werd als therapeutisch bad en revalidatiebad. Het Beatrixbad werd gesloten in 2012 en werd na de renovatie niet meer heropend. Door het asbest dat in het Oostelijk Zwembad verwijderd moest worden, waren de renovatiekosten te hoog opgelopen. Voor de renovatie van het Beatrixbad was geen geld meer.

## Renovatie
Het zwembad ging juli 2012 dicht vanwege renovatie. De verwachting was tegen het einde van de zomer in 2013 de deuren weer te kunnen openen, maar wegens de hoeveelheid asbest die in het gebouw was aangetroffen, werd dat uitgesteld tot 24 februari 2014. In hetzelfde restauratieplan werd daarna het eveneens monumentale Van Maanenbad onder handen genomen.